# Nejistá sezóna
Nejistá sezóna je hořká filmová komedie Ladislava Smoljaka a Zdeňka Svěráka vyrobená roku 1987 a uvedená roku 1988, která zachycuje peripetie malého amatérského divadelního souboru při přípravě nové hry a snaze o její oficiální schválení. Děj je založen na autentických zkušenostech Divadla Járy Cimrmana, vystupují v něm jeho herci a obsahuje skutečné úryvky z jeho her, Cimrmanovo jméno zde však ani jednou nezazní (je nanejvýš odkazován jako „Mistr“).
Celý děj filmu se odehrává v Divadle Solidarita, skutečném tehdejším působišti Divadla Járy Cimrmana. Prakticky celý snímek byl natočen bez postsynchronního zvuku, tedy „naživo“. To mu dodává dokumentární charakter.

## Film

### Děj
V úvodu se členové fiktivního malého pražského „Divadla starých forem“ loučí se scénou, odkud se musí vystěhovat do nevyhovujícího kulturního domu. Kromě toho, že je interiér nevzhledný, sdílejí ho s dalšími pořádanými akcemi, takže musí po každém představení bourat a uklízet scénu a pak ji znovu stavět. Přesto se pouští do studování nové hry, kterou z organizačních důvodů musí uvést do konce toho roku.
Značnou část snímku tvoří rozličné „tlachání“ herců v šatně a pak zejména proces zkoušení, kdy sledujeme vymýšlení a úpravy různých detailů přímo „za pochodu“. Herci divadla jsou amatéři a mají svá občanská povolání, pročež někdy dochází k časovým kolizím a pozdním příchodům, které zdržují práci. Občas to vede až ke svárům, i mezi vedoucím tandemem Kydal–Rybník, kteří jsou také autory repertoáru. Zhruba v půli filmu postihne ansámbl tragédie, když na infarkt zemře herec Šubrt. Z nedostatku jiných možností ho nahradí kulisák Melichar, který se přes počáteční nejistotu docela dobře ujme.
Výrazným dějovým motivem je boj autorů se schvalovací komisí, která vyjadřuje málo pochopení pro jejich svérázný styl a humor. Díky různým ústupkům se nakonec podaří dosáhnout povolení hru uvést. Při ostré premiéře si herci dokonce dovolí vykročit ze schváleného scénáře a použít některé zcenzurované pasáže. V samém závěru se Kydal a Rybník znovu setkávají s představiteli schvalovací agentury, kteří jim naznačí, že hra se jim sice nezamlouvá, ale i vzhledem k jejímu úspěchu u publika ji strpí.

### Vyznění
Film je v podstatě autobiografickou sondou do reálného života Divadla Járy Cimrmana za normalizace. Řada dialogů je založena na skutečně proběhlých rozhovorech mezi herci v šatně a na skutečných situacích při zkoušení a při schvalovacím procesu. Díky přirozené humornosti dialogů i obsahu her je celkové vyznění komické, jde však o komedii hořkou a s výrazným satirickým podtónem kritizujícím rigiditu a omezenost kulturních orgánů tehdejšího Československa (některé dialogy s hodnotiteli svou absurditou až připomínají hry Václava Havla). Ovšem byť je tato kritika poměrů ještě poměrně subtilní a krotká, skutečnost, že byl film schválen do distribuce, svědčí o tom, že vliv a síla komunistické cenzury už v této době byla na ústupu.
Ačkoliv Jára Cimrman není ve filmu jmenován („ani jednou, přátelé“), souvislost je evidentní jak z účasti cimrmanovských (ne)herců a techniků, tak zejména z obsahu předváděných dramatických kusů, přičemž nechybí ani úryvky z charakteristických cimrmanologických seminářů (kde je Cimrman důsledně zmiňován jako „Mistr“). Ve snímku se vyskytují pasáže z představení Akt, Cimrman v říši hudby, Němý Bobeš, Dobytí severního pólu, Dlouhý, Široký a Krátkozraký (je zmíněn i Lijavec) a zejména Posel z Liptákova, jehož hra Vizionář je zde předvedena postupně prakticky celá.

### Obsazení
Ve filmu účinkují především herci Divadla Járy Cimrmana, kteří si zahráli „sami sebe“ pod mírně změněnými jmény (křestní jména byla až na výjimky zachována, příjmení postav mají někdy také zřejmou souvislost: Weigel → Špaček, Kašpar → Melichar). Z tehdy aktivních herců zde nevystupuje jen Pavel Vondruška, kterého údajně popuzovala jedna pasáž scénáře a jméno jeho postavy „Pavel Vrzáň“ (místo něj ho zahrál Miloň Čepelka, který jako člen souboru, který odmítal hrát ve filmech, nebyl do filmu vůbec plánován, ačkoliv sám do filmu o Divadle Járy Cimrmana chtěl). Postavu herce Šubrta, inspirovanou zemřelým Františkem Petiškou, ztvárnil Josef Vondráček. V jedné ze svých posledních rolí před smrtí se zde objevil Jaroslav Vozáb (zemřel náhle pouhé dva dny po premiéře filmu). Také zde vystupuje Jan Kašpar nedlouho před svým úrazem, který ho upoutal na vozík.
I další postavy hráli vesměs neherci, často v roli odpovídající jejich skutečnému zaměstnání – např. roli divadelní organizátorky Markové hrála skutečná pracovnice divadla Solidarita Jana Vokrojová. Ředitele schvalovací agentury (tedy v podstatě zápornou roli sebe sama) si dokonce zahrál Ludvík Toman, dřívější dlouholetý ústřední dramaturg Filmového studia Barrandov. Jednu z mála svých filmových rolí zde vytvořil také režisér Karel Kachyňa.

### Hlášky
Film obsahuje celou řadu hlášek, které se staly populárními. Některé z nich pocházejí z her (např. „My nesmíme ani naznačovat“), jiné z ostatních dialogů (nejslavnější asi „zlatý prciny“).
Výběr:
- „Až půjdu přes most Karla do Divadla národa na Stěnu čerta, uznám, že jste zvítězili. Ale bude to vítězství Pyrrhy, dříve Pyrrhovo vítězství.“
- „V podstatě je to zábava vkusná, která si jistě svého diváka najde.“
- „Já nevím, ale mně to tedy k smíchu nepřišlo. Denně to slyšíme v rozhlase.“
- „Zvedněte tu rukavici!“

### Zajímavosti
V 5. díle zábavného pořadu Veselé příhody z natáčení vyprávějí Ladislav Smoljak a Zdeněk Svěrák mystifikační historky ze zákulisí vzniku filmu.

## Obsazení
Toto je přehled herců (tučně členové Divadla Járy Cimrmana) a jimi ztvárněných rolí ve filmu Nejistá sezóna, přičemž v závorce je vždy kurzívou uvedeno jméno skutečné osoby, kterou daná filmová role představuje (ve většině případů je touto osobou herec, který roli hraje):
| Ladislav Smoljak   | režisér Ladislav Kydal (de facto sám sebe)               |
| Zdeněk Svěrák      | vedoucí souboru Zdeněk Rybník (de facto sám sebe)        |
| Petr Brukner       | herec Petr Bouček (de facto sám sebe)                    |
| Jaroslav Vozáb     | herec Květoslav Straka (de facto sám sebe)               |
| Jaroslav Weigel    | herec Jaroslav Špaček (de facto sám sebe)                |
| Jan Hraběta        | herec Jan Rdousil (de facto sám sebe)                    |
| Miloň Čepelka      | herec Pavel Vrzáň (de facto Pavel Vondruška)             |
| Josef Vondráček    | herec MUDr. František Šubrt (de facto František Petiška) |
| Jan Kašpar         | kulisák Jan Melichar (de facto sám sebe)                 |
| Genadij Rumlena    | kulisák Rudolf Žemla (de facto sám sebe)                 |
| Michal Weigel      | kulisák Michal Kubíček (de facto sám sebe)               |
| Robert Bárta       | kulisák Robert Vávra (de facto sám sebe)                 |
| Václav Verner      | kulisák Václav Gelner (de facto sám sebe)                |
| Bořivoj Penc       | autoklempíř                                              |
| Václav Kotek       | nadstrážmistr VB                                         |
| Jiří Šrámek        | Piha                                                     |
| Jana Vokrojová     | Marková                                                  |
| Karel Kachyňa      | Karhan                                                   |
| Zeno Fifka         | ředitel OKD                                              |
| Drahomíra Fialková | kulturní inspektorka Mrzenová                            |
| Jaroslav Konečný   | Malát                                                    |
| Ludvík Toman       | ředitel agentury (de facto sám sebe)                     |
| Boca Abrhámová     | Karásková                                                |

## Hodnocení

### Dobová
Filmový magazín Záběr oslovil šest filmových kritiků z různých českých a slovenských periodik a uveřejnil jejich hodnocení filmu s následujícím výsledkem:
| Jméno            | Působení v periodiku | Hodnocení       |
| ---------------- | -------------------- | --------------- |
| Stanislav Bensch | Záběr                | 4/5 hvězdiček   |
| Michal Bartůšek  | Kino                 | 4/5 hvězdiček   |
| Pavel Melounek   | Zemědělské noviny    | 3/5 hvězdiček   |
| Věra Míšková     | Rudé právo           | 4/5 hvězdiček   |
| Emília Kincelová | Práca                | 4/5 hvězdiček   |
| Eva Zaoralová    | Film a doba          | 3.5/5 hvězdiček |

### Pozdější
Film se zařadil mezi nejoblíbenější české komedie. V současnosti (počátek roku 2025) má na portále ČSFD uživatelské hodnocení přes 86 % a je 19. nejoblíbenějším českým filmem (z hraných celovečerních, včetně československých). Na FDb měl k témuž datu hodnocení 83 % a na celosvětové filmové databázi IMDb 7,9 bodů z 10.